# Machine Gun Kelly
Колсон Бејкер (енгл. Colson Baker; Хјустон, 22. април 1990), познатији под уметнички именом Машинган Кели (Machine Gun Kelly) или МГК, амерички је певач, репер, текстописац и глумац. Познат је по композицијском мешању савременог и алтернативног хип хопа и рока .
Машинган Кели је објавио четири миксета између 2007. и 2010. пре потписивања са Bad Boy Records . Дебитантски студијски албум Lace Up објавио је 2012. године, који је заузео четврто место на америчком билборду 200 и садржао је његов продорни сингл „ Wild Boy “ (са Waka Flocka Flame ). Његов други и трећи албум, General Admission (2015) и Bloom (2017), постигли су сличан комерцијални успех; потоњи је укључивао сингл „ Bad Things “ (са Камилом Кабељо ), који је заузео 4. место на Биллбоард Хот 100 . Његов четврти албум, Хотел Диабло (2019), укључује реп рок .
Машинган Кели објавио је свој пети албум, Ticket to My Downfall, 2020; означио је потпуни одлазак од хип хопа и улазак у поп панк . Дебитовао је на првом месту Биллбоард 200, једином рок албуму који је то успео те године, и садржао је сингл "My Ex's Best Friend", који је достигао 21. место на Хот 100.
Машинган Кели имао је прву главну улогу у романтичној драми Иза светлости (2014), а откако се појавио у техно-трилеру Петља (2016), хорор Кутија за птице (2018), комедији Велико време Адолесценцје и тумачио Томи Лија у биографском филму Прљавштина (обе 2019).

## Живот и каријера

### 1990–2011: Рани живот и почетак каријере
Бејкер је рођен 22. априла 1990. у Хјустону од родитеља мисионара. Бакер и његова породица селили су се широм света и живели су у Египту, Немачкој, као и широм Сједињених Држава, у Чикагу, Денверу и Кливленду . Населио се у Денверу, заједно са оцем, након што је мајка напустила дом, а пар се преселио код Бејкерове тетке. Због оца који је патио од депресије и незапослености, Бејкер је трпео малтретирања од друге деце у суседству. Реп је почео да слуша у шестом разреду, када је похађао Хамилтон Мидл Скул, школу са етнички разноликим ученичким телом у Денверу у Колораду . Прва три репера која су га у детињство увукла у жанр хип хопа били су Лудакрис, Еминем и Ди-Ем-Екс, с тим да је Бејкер интересовање за тај жанр стекао након што је преслушао Ди-Ем-Екс-ов „ We Right Here “ са албума Велика депресија (2001).
Након одласка оца, Бејкер је престао да похађа школу и почео се прослављати прозивајући старије школске другове. Његов отац се 2005. вратио да их обоје одведе у Кувајт пре него што су двојица приморана да се врате у државу Кливленд, где је Бејкер похађао средњу школу Шејкер Хајтс .
У марту 2009., док је био на ивици исељења, Бакер је отпутовао у Харлемово Аполо позориште, где је имао узастопне победе, што га је учинило првим репером који је икада победио у Аполо театру. Снимао је музику у свом кућном студију који назива "Rage Cage", и почео је да се експонира када је приказан на МТВ2 -овом Sucker Free Freestyle -у, где је фристајловао бројне стихове из свог "Chip off the Block " једно. У фебруару 2010. године објавио је своју другу миксету 100 Words and Running, где је извео своју фразу, "Lace Up", која је започела као интерлудиј микстејпа, пре него што је постала истакнута референца у његовој музици. Упркос све већој популарности, Бакер се нашао у Чипотлеу како би себи приуштио станарину, а отац га је избацио након што је завршио средњу школу. Бакер је убрзо постао и отац.

## Музички стил и утицаји
Бејкеров музички стил је углавном описиван као хип хоп, поп-реп, и реп рок . Његов пети албум, Tickets to My Downfall, обележио је промену звука и описан је као поп панк .
Бејкер наводи Ди-Ем-Екс и Еминема као музичке утицаје, као и слушање рок бендова Guns N' Roses и Blink-182 током своје младости. Бакер наводи ове реп и рок уметнике као велике музичке утицаје. У интервјуу о сарадњи са Ди-Ем-Екс-ом, Бејкер је репера назвао својим идолом. Он је такође изјавио да му је музика Ди-Ем-Екс-а помогла са његовим невољама током одрастања, посебно са малтретирањем које је трпео.

## Глумачка каријера
Бејкер је дебитовао у филму у Beyond the lights (2014), романтичној драми у којој је играо "плитког, себи важног" репера по имену Кид Кулприт. 2016. године наступио је у још четири филма различитих жанрова, укључујући The Land, драму из Кливленда смештену у продукцији колеге репера Нас . Исте године имао је понављајућу улогу у комично -драмској серији Шоутајм Roadies, као Вес, бивши роуди Пеарл Јам-а.  Играо је Феликса у Нетфликсовом филму Кутија за птице (2018), а глумио је бубњара Томија Лија у Прљавштини, Нетфликсовој драми о Мотли Кру -у 2019.

## Лични живот
Бакер има кћерку Кеси Колсон Бејкер, рођену у јулу 2009.
Отворен је у погледу његове употребе канабиса и у многим интервјуима је тврдио да пуши свакодневно, описујући га као "извор среће и начин на који људи могу да осете мало више љубави". Често је спомињао референце на канабис у изворима своје музике и рап персоне, чинећи га предводником и свог репа и личног карактера. Неко време пре објављивања Lace Up -а имао је зависност од хероина . Такође је био велики корисник кокаина и алкохола пре 2020. У новембру 2020. Бакер је открио да је створио зависност од Адерал -а и да тражи лечење.
У интервјуу из 2012. године изјавио је да се политички идентификује као анархиста .
У тинејџерским годинама, Бејкер је био у вези са Емом Кенон, која је била мајка његове ћерке Кеси. Био је у вези са манекенком и глумицом Ембер Роуз почетком априла 2015. У марту 2020. почео је да се забавља са моделом Сомер Реј, међутим пар се растао следећег месеца. Од маја 2020. је у вези са глумицом Меган Фокс .
Године 2021, Бејкер се сукобио са фронтменом групе Слипкнот Коријем Тејлором након што је алудиран у интервјуу у којем је Тејлор изјавио: „Мрзим сав нови рок највећим делом — па, уметнике који су подбацили у једном жанру и одлучили да иду на рок. И мислим да он зна ко је, али то је друга прича“.